# 리틀 맥
리틀 맥(일본어: リトル・マック, 영어: Little Mac)은 닌텐도의 비디오 게임 시리즈 《펀치 아웃!!》의 주인공이다. 1987년 패미컴 전용 게임 《펀치 아웃!!》에서 처음 등장하였다. 리틀 맥은 게임의 모든 권투 선수 중 제일 막내이며, 17세이다. 대표적인 공격은 "스타 어퍼컷"이다.
《타운으로 놀러가요 동물의 숲》에서 리틀 맥의 녹색 헤드기어는 다운로드 가능 콘텐츠로 얻을 수 있으며, 플레이어는 게임에서 자신의 캐릭터에 입을 수 있다.